# Vågpaket

Ett vågpaket utan dispersion (reell eller imaginär del)

Ett vågpaket med dispersion

Inom fysiken är ett vågpaket en kort puls där vågorna färdas i grupp. Ett vågpaket kan brytas ned i eller byggas upp från en oändlig mängd sinusvågor där faser och amplituder är lagda så att de interagerar konstruktivt på vissa ställen och destruktivt på andra ställen. 
Beroende på evolutionsekvationen kan pulsens form behållas (ingen spridning, se figur) eller förändras (spridning) över tid. Inom kvantmekaniken har vågpaketet en speciell mening - paketet kan tolkas som en sannolikhetsfunktion som beskriver sannolikheten att en partikel eller partiklar i ett visst kvanttillstånd kan fastställas ha en viss position och hastighet, i likhet med vågfunktioner.
Genom att använda Schrödingerekvationen i kvantmekaniken är det möjligt att likt den Hamiltonska principen bestämma ett systems tidsevolution. Vågpaketet är den matematiska lösningen till Schrödingerekvationen
Området under kvadraten av vågpaketslösning kan tolkas som sannolikhetstätheten att finna en partikeln i en viss area. Spridningsbenägenheten hos lösningar på Schrödingerekvationen har haft en betydande roll i förkastandet av Schrödingers ursprungliga tolkning och acceptansen av Bornlagen.
I en koordinatrepresentation av vågen (ett Kartesiskt koordinatsystem till exempel) ges vågens position av pulsens position. Dessutom medför ett smalt vågpaket att positionen kan bestämmas med högre noggrannhet, och spridningen i hastighet ökar. Denna egenskap, att position och hastighet inte samtidigt kan bestämmas, är ett exempel på Werner Heisenbergs osäkerhetsprincip.

## Bakgrund
Under tidigt 1900-tal klarställdes att den klassiska mekaniken hade ganska stora brister. Isaac Newton hade ursprungligen föreslagit att ljus färdades i diskreta paket som han kallade korpuskler. När fysiker i många experiment med ljus iakttog våglika fenomen började emellertid elektromagnetismens vågbeskrivning föredras. Det var inte förrän under 1930-talet som ljusets partikellika egenskaper accepterades inom fysiken. Utvecklingen av kvantmekaniken och dess förmåga att förklara iakttagna experiment låg till grund för anammandet av detta.
En av de viktigaste koncepten vid skapandet av kvantmekaniken är idén att ljus färdas i form av diskreta ljuskvanta kallade fotoner. Ljusets energi är en diskret funktion av frekvensen:
{\displaystyle E=nh\nu }
Energin är multipeln n av Plancks konstant h och frekvensen ν. Detta löste det problem som inom klassisk fysik kallas ultravioletta katastrofen.
Kvantmekaniken utvecklades vidare under 1900-talet. Den världsbild som framträdde var av en partikelvärld där all materia och alla fenomen baseras på interaktion med diskreta partiklar. Partiklarna, däremot, beskrevs av sannolikhetsvågor. Interaktioner, lokaliseringar och all fysik kom att reduceras till matematiska kalkyler på dessa sannolikhetsvågors amplituder. Denna partikelbaserade världsbild bekräftades av experiment vid Stanford Linear Accelerator Center och de våglika fenomenen ansågs vara konsekvenser av partiklars egenskaper som vågpaket.

## Vågpaketens matematik
Som ett exempel på färdande utan spridning, anta att följande vågekvation har våglösningar:
{\displaystyle {\partial ^{2}u \over \partial t^{2}}=c^{2}{\nabla ^{2}u}}
där c är vågens spridningshastighet i ett givet media.
Med hjälp av fysikens tidskonvention {\displaystyle \scriptstyle e^{-i\omega t}} får vågekvationen planvågslösningarna
{\displaystyle u(\mathbf {x} ,t)=e^{i{(\mathbf {k\cdot x} }-\omega t)}}
där
{\displaystyle \omega ^{2}=|\mathbf {k} |^{2}c^{2},|\mathbf {k} |^{2}=k_{x}^{2}+k_{y}^{2}+k_{z}^{2}.}
Detta förhållande mellan {\displaystyle \scriptstyle \omega } och {\displaystyle \scriptstyle \mathbf {k} }
bör vara giltigt så att planvågen är en lösning på vågekvationen. Detta kallas spridningsförhållande .
Förenklat kan man anta att vågor sprids i endast en dimension(men tre dimensioner kan härledas). Den allmänna lösningen blir då
{\displaystyle u(x,t)=Ae^{i(kx-\omega t)}+Be^{-i(kx+\omega t)},\,}
på vilket sätt vi kan anta att {\displaystyle \scriptstyle \omega =kc.} Den första termen representerar en våg som färdas i den positiva x-riktningen eftersom den endast är en funktion av {\displaystyle \scriptstyle x-ct}. Den andra termen är en funktion av {\displaystyle \scriptstyle x+ct} och representerar sålunda en våg som färdas i den negativa x-riktningen.
Ett vågpaket är en lokal störning som resulterar från summan av många olika vågor. Om paketet är kraftigt begränsat i längd krävs fler frekvenser för att nå tillräckligt väldefinierad konstruktiv intereferens i pulsen och desktruktiv interferens utanför. Från lösningen för en dimension kan ett generellt vågpaket skrivas som
{\displaystyle u(x,t)={\frac {1}{\sqrt {2\pi }}}\int _{-\infty }^{\,\infty }A(k)~e^{i(kx-\omega (k)t)}\,dk}.
Likt planvågen färdas vågpaketet till höger för {\displaystyle \scriptstyle \omega (k)=kc} (eftersom {\displaystyle \scriptstyle u(x,t)=F(x-ct)}) och till vänster för {\displaystyle \scriptstyle \omega (k)=-kc} (eftersom {\displaystyle \scriptstyle u(x,t)=F(x+ct)}).
Faktorn {\displaystyle \scriptstyle {\frac {1}{\sqrt {2\pi }}}} kan återfinnas i fouriertransformer. Amplituden {\displaystyle \scriptstyle A(k)} innehåller koefficienterna för linjär superpositionering av planvågslösningen. Dessa koefficienter kan i sin tur uttryckas som en funktion av {\displaystyle \scriptstyle u(x,t)} som beräknas vid {\displaystyle \scriptstyle t=0} genom att invertera fouriertransformen ovan:
{\displaystyle A(k)={\frac {1}{\sqrt {2\pi }}}\int _{-\infty }^{\,\infty }u(x,0)~e^{-ikx}\,dx}.
Genom att till exempel välja
{\displaystyle u(x,0)=e^{-x^{2}+ik_{0}x},}
får vi
{\displaystyle A(k)={\frac {1}{\sqrt {2}}}e^{-{\frac {(k-k_{0})^{2}}{4}}},}
och
{\displaystyle u(x,t)=e^{-(x-ct)^{2}+ik_{0}(x-ct)}.}
I animationen ovan visas hur vågpaketets reella eller imaginära delar färdas utan att spridas.
Som exempel på hur vågor färdas och sprids, betänk lösningar på Schrödingerekvationen (där m och h-streck är 1)
{\displaystyle i{\partial u \over \partial t}=-{\frac {1}{2}}{\nabla ^{2}u},}
Spridningsförhållandet fås som
{\displaystyle \omega ={\frac {1}{2}}|\mathbf {k} |^{2}.}
Återigen förenklat till en dimension ser vi att Schrödingerekvationen tillfredsställer tillståndet {\displaystyle \scriptstyle u(x,0)=e^{-x^{2}+ik_{0}x}} enligt
{\displaystyle u(x,t)={\frac {e^{-{\frac {k_{0}^{2}}{4}}}}{\sqrt {1+2it}}}e^{-{\frac {(x-{\frac {ik_{0}}{2}})^{2}}{1+2it}}}.}
Vågens färd och spridning kan ses genom att iaktta
{\displaystyle |u(x,t)|={\frac {1}{(1+4t^{2})^{1/4}}}e^{\frac {-x^{2}+2k_{0}xt}{1+4t^{2}}}}
(lägg märke till att {\displaystyle \scriptstyle |u(x,t)|} inte är en lösning till Schrödingerekvationen). Vi ser här att vågpaketets spridning har en Gaussfördelning som när paketet färdas med den konstanta grupphastigheten {\displaystyle \scriptstyle k_{0}} ökar enligt {\displaystyle \scriptstyle (1+4t^{2})^{1/2}}.